# Cervalces carnutorum
Cervalces carnutorum, a veces conocido como Alces carnutorum, es una especie extinta de ciervo muy grande que vivió en Europa durante el Pleistoceno temprano. Se encontraron fragmentos en el sitio de Saint-Prest cerca de Chartres que fueron descritos por Laugel en 1862.